# Berszilek
A berszilek vagy barszulák, és talán a magyar bercelek a kora középkori eurázsiai sztyeppe egyik török törzse volt. Előfordul a sztyeppe keleti részén a 6. században a Kaukázus előterében, később pedig a volgai bolgárok között. Mongóliai rovásírásos feliratok alapján a név török alakja bärsil.

## A Kaukázus előterében
A berszilek az 5. század végén vagy a 6. század elején jelentek meg Európában, ekkor és a 7. században a Kaukázustól északra gyakran szerepel a forrásokban a bärsil nép, ill. a Berzilia, Barsalia nevű terület. A 7. századi adatok arra utalnak, hogy szoros kapcsolat lehetett a berszilek és a kazárok között.

## A volgai bolgároknál
A Dzsajháni-hagyomány a volgai bolgárok három törzsnevét adja meg, első helyen a B.rsūlā nevet, ahol a második szótagbeli u és a szóvégi a magyarázatra szorul, hogy a török bärsil alakkal egyeztetni lehessen.

## Magyarországon
A török bärsil névalak a magyar bercel alakkal tökéletesen egyeztethető nyelvészeti szempontból, az s>c és i>e hangváltozások a magyar nyelvben zajlottak le. A magyarországi Bercel helynevek alapján feltételezik, hogy a magyarok kapcsolatba kerültek a berszilekkel, egyik lehetőségként felmerült, hogy talán a kazároktól a magyarokhoz csatlakozott kabarok egyik törzse voltak.